# Salaam Namaste
Pour plus de détails, voir Fiche technique et Distribution.
Salaam Namaste (सलाम नमस्ते) est un film indien réalisé par Siddharth Anand et sorti en septembre 2005 en Inde.

## Synopsis
Nikhil Arora, (Saif Ali Khan) ou "Nik", c’est plus cool, architecte de formation, mais chef cuisinier par goût, tient un restaurant au cœur de Melbourne, Australie. Il est l’invité spécial de la célèbre émission radio du matin Salaam Namaste animée par la dynamique Ambar Malhotra (Preity Zinta), qui poursuit également des études de médecine. Cependant l’interview n’aura pas lieu : Nick se réveille trop tard et manque son rendez-vous, ce qui met dans une colère noire Ambar qui déteste les retardataires. Il s’ensuit de multiples disputes entre les deux protagonistes. Ils finissent cependant par tomber amoureux l’un de l’autre et décident de vivre ensemble. Après une période idyllique où chacun fait des efforts pour l’autre, le naturel de chacun refait surface et les tensions et disputes reprennent de plus belle.

## Fiche technique
- Titre : Salaam Namaste
- Titre en hindi : सलाम नमस्ते
- Réalisation : Siddharth Anand
- Scénario : Siddharth Anand, Abbas Tyrewala
- Musique : Vishal Dadlani, Shekhar Ravjiani
- Producteur : Aditya Chopra, Yash Chopra, Padam Bhushan, Mitu Bhowmick Lange
- Lieu de tournage : Melbourne, Australie
- Distribution : Yash Raj Films
- Langue originale : Hindi
- Pays :  Inde
- Durée : 158 min
- Date de sortie :

 Inde : 9 septembre 2005

## Distribution
- Saif Ali Khan : Nikhil "Nick" Arora
- Preity Zinta : Ambar "Amby" Malhotra
- Arshad Warsi : Ranjan "Ron" Mathur
- Tania Zaetta : Cathy
- Christina Collard : une amie
- Jaaved Jaffrey : le propriétaire
- Abhishek Bachchan : Docteur (Apparition spéciale)

## Musique
Le film comporte 4 scènes chantées sur des chansons originales (musique de Vishal Dadlani et Shekhar Ravjiani, paroles de Jaideep Sahni). Il s'agit de :
- Salaam Namaste - Kunal Ganjawala, Vasundhara Das
- My Dil Goes Mmmm- Shaan, Gayatri Iyer
- Whats Goin'On - Kunal Ganjawala, Sunidhi Chauhan
- Tu Jahaan - Sonu Nigam, Mahalaxmi Iyer

## Autour du film
- Salaam Namaste, très moderne dans son style et les thèmes abordés, est le premier film de Bollywood qui parle de concubinage. Il est inspiré du film français de Patrick Braoudé, Neuf mois.
- Le film a été entièrement tourné en Australie.
- Le script du film se trouve à la bibliothèque de l’Academy of Motion Picture Arts & Sciences (Margaret Herrick Library) depuis le 23 septembre 2005.
- On peut voir Ness Wadia dans une scène du film. Il est assis à côté de Preity Zinta dans le bus.
- Siddharth Anand fait une apparition à la fin du film comme chauffeur de taxi.